# 唐氏海螄螺
唐氏海螄螺（学名：Epitonium townsendi）为海螄螺科海螄螺屬下的一个种。